# 基斯杜化·森巴
基斯杜化·域真利·森巴（法語：Christopher Veijeany Samba，1984年3月28日—）是一名職業足球員，出生在法國瓦勒德馬恩省克雷泰伊，卻選擇代表剛果。他司職中堅，曾效力昆士柏流浪。

## 球會生涯
色當
森巴的足球生涯在迪伊西萊穆利諾（d’Issy-les-Moulineaux），後來輾轉加盟了魯昂。2001年，他加盟了色當並總共上陣了26場預備組賽事及4場一隊賽事。
哈化柏林
雖然，森巴一直努力並希望成為哈化柏林的正選球員，不過他僅上陣了20場賽事，導致他萌生蟬過別枝的念頭。及後，他受到了馬克·曉士的邀請，前往布力般流浪進行為期五天的試腳。
布力般流浪
2007年1月25日，森巴以40萬英鎊的轉會費加盟布力般流浪並簽訂了三年半合約。他在足總杯第四圈對盧頓的賽事進行至69分鐘時入替賴恩·尼爾遜而首次代表球會上陣，首次聯賽上陣則是在1月31日對車路士的賽事。2007年2月3日，他在主場對錫菲聯的賽事中首次代表球會正選上陣，布力般流浪憑籍摩頓·柏達臣在傷停時間的入球以2-1的比分擊敗對手。由於，他已經代表哈化柏林在歐洲足協盃上陣，使他不能代表布力般流浪上陣任何歐洲賽。2007年3月17日，他在伊活公園球場對韋斯咸的賽事中攻入其加盟以來的首球。
隨著森巴首季的表現，他在2007/08球季奠定了他在隊中的正選地位。2007年10月22日，布力般流浪宣佈森巴已經簽訂了一份長期合約，他會留效直至2012年夏天。
2008/09球季，森巴雖然是一名中堅，不過由於部攻攻擊球員受傷，使他多次以前鋒的身份上陣，這替他贏得了一個尊貴的頭銜「緊急前鋒」（emergency striker）。4月4日，布力般流浪在上半場仍落後熱刺0-1，森巴於下半場時移往前線，最終布力般流浪以2-1的比分反勝對手，時任球會領隊森姆·艾拿戴斯認為他是勝利的關鍵。2009年4月11日，在接下來對利物浦的聯賽賽事中，森巴以單箭頭身份正選上陣，另一前鋒本尼·麦卡锡則坐在板凳上。接著對韋根的賽事，他依然擔任前鋒，並協助球隊以2-0的比分勝出。賽後，他鋒線上的拍擋賓尼·麥卡菲讚揚他的表現，並認為他已經適應了新位置。2009年9月26日，他在對阿士東維拉的賽事中攻入他在2009/10球季的首球。11月17日森巴與布力般流浪續約到2014年夏季。
2010/11年賽季，森巴被領隊森姆·艾拿戴斯任命為球隊隊長。2010年12月森巴出言批評印度新班主無故辭退森姆·艾拿戴斯，更要求離隊他投，因而被剝奪隊長職務，臂章重回手中。
安捷
2012年2月24日，於1月已呈遞轉會要求的森巴終於如願加盟俄超球會，轉會費沒有透露，雙方簽訂4年合約。
昆士柏流浪
2013年1月31日，由於森巴的家人仍住於英國及轉會費達到的要求，森巴終能加盟英超球會昆士柏流浪，轉會費達1,250萬英鎊，雙方簽訂4年半合約，週薪估計為10萬英鎊。

## 國際賽
雖然，森巴出生於法國，不過他卻選擇代表剛果上陣，於2004年當時年僅20歲首次代表國家隊上陣。

## 外部連結
- 昆士柏流浪官方 森巴檔案
- 布力般流浪官方 森巴檔案
- 足球数据库：基斯杜化·森巴的球员统计数据
- Samba proflleon national-football-teams.com（页面存档备份，存于）